# 一条房通
一条 房通（いちじょう ふさみち）は、戦国時代の公卿。土佐一条氏初代当主・一条房家の次男。大叔父の一条冬良の婿養子になった。一条家11代当主。官位は従一位・関白、左大臣、内覧。

## 経歴
永正14年（1517年）4月30日に9歳で元服。正五位に叙せられる。同年に従四位上、右少将・左中将に叙せられ、翌永正15年（1518年）には従三位に叙任。
天文14年（1545年）6月2日には養父・冬良と同じく関白にもなった（-天文17年（1548年）12月27日）。土佐一条氏からの関白就任は、冬良の兄、そして房通自身にとって祖父でもある初代当主教房以来2度目である。
天文15年（1546年）、細川氏綱の命で京都を占領・支配していた細川国慶が軍費の確保のために強引に京都の市中から地子銭を徴収しようとした際には、中御門宣胤や山科言継と共に武力をもって抗議しようと計画し、これに同調した室町幕府の奉公衆や民衆も房通に味方する動きを見せたため、国慶は強制的な徴収を断念に追い込まれている。
また、実家の土佐一条氏では一条房基、兼定と幼い当主が続いたために、天文12年（1543年）土佐国に下向して当主代理として政務を執ったこともある。
弘治2年（1556年）、薨御。享年48。

## 系譜
- 父：一条房家（1475/1477-1539）
- 母：家女房 - 源惟氏の娘
- 養父：一条冬良（1464-1514）
- 妻：一条冬良の娘
  - 男子：一条兼冬（1529-1554）
- 室：家女房
  - 次男：一条内基（1548-1611）
- 養子
  - 男子：一条兼定（1543-1585） - 一条房基の子